# José Gregorio Rossi
José Gregorio Rossi (Rosario, 4 de enero de 1867–Buenos Aires, 31 de diciembre de 1921) fue un policía y criminalista argentino que desempeñó sus funciones en la entonces Policía de la Capital. Durante 20 años integró y dirigió la División Investigaciones de esa fuerza, a lo largo de los cuales afrontó la tarea de reorganizar y consolidar su labor de auxiliar de la justicia. Dentro de sus innovaciones se cuentan la adopción del sistema dactiloscópico argentino desarrollado años antes por Juan Vucetich en la Policía de la Provincia de Buenos Aires, la creación del prontuario o legajo personal y también de la Cédula de Identidad.

## Biografía
Nació en la ciudad de Rosario el 4 de enero de 1867. José, su padre, era un inmigrante italiano que murió cuando Rossi era un niño. Su madre, María Enriqueta González, contrajo nuevo matrimonio con un inmigrante alemán, Guillermo Kleine, con quien luego tendría cuatro hijos más. Según declaró el propio Rossi en una entrevista al diario La Razón sería su padrastro quien lo impulsaría a ingresar a la policía. 

## Carrera policial
Ingresó como «vigilante meritorio» en la Policía de la Capital el 7 de junio de 1889. Mientras escalaba las primeras jerarquías policiales, se desempeñó en diversas comisarías céntricas de la ciudad de Buenos Aires. En 1896 pasó a la entonces denominada Comisaría de Pesquisas. Allí cumplió el resto de sus años de servicio hasta jubilarse con el grado de comisario como jefe de la División Investigaciones y Técnica en septiembre de 1916, nombre que para entonces ostentaba esa dependencia policial.

## Su labor en Investigaciones
Al cabo de sus primeros años en su nuevo destino, en 1901 fue enviado a participar como oyente a una conferencia que Juan Vucetich dictó en la ciudad de La Plata y en la cual presentó los avances registrados en la identificación de personas por medio del Sistema dactiloscópico. A su vuelta, Rossi dirigió una nota al Jefe de Policía Francisco Julián Beazley proponiéndole su adopción en reemplazo del sistema antropométrico desarrollado originalmente en Francia por Alfonso Bertillón y utilizado hasta ese momento por la Policía de la Capital.
Aunque el asunto no se zanjó de inmediato e incluso se dio una sorda lucha entre quienes apoyaban uno u otro sistema, por impulso de Rossi la Comisaría de Investigaciones comenzó a utilizar las huellas dactilares como forma de identificación de los detenidos que pasaban por sus oficinas. Algunos años después, en 1905 se asistió al final de la polémica al ser adoptado plenamente el sistema dactiloscópico y cerrada la actividad de la Oficina de Identificación Antropométrica.
Casi en paralelo a su propuesta de volcarse de lleno a la identificación humana por medio de sus huellas dactilares, Rossi impulsó la creación del legajo de identidad, también llamado prontuario, con el objeto de archivar en él todos los antecedentes y constancias que sirvieran a la policía en sus labores de investigación, incluyendo las fichas dactiloscópicas de la persona y su fotografía. Ya hacia fines de 1902 fue nombrado jefe de la División Investigaciones, cargo que abandonó catorce años después al momento de su jubilación. 
En 1907 originó el proyecto para que se autorice a la Policía de la Capital a expedir la Cédula de Identidad, de la que recibió el ejemplar Nro. 1. Años después se le sumó a esto la expedición del Pasaporte y así continuó esa labor en manos de la institución policial hasta 2011.
La puesta en práctica de estas ideas innovadoras para la época lo llevaron a representar a la Policía de la Capital en varios espacios institucionales. Entre ellos el Congreso Sudamericano de Policía celebrado en Buenos Aires en 1905 que reunió a los jefes de varias policías del Cono Sur con el objetivo de mejorar las formas de intercambio de información y antecedentes de delincuentes transnacionales.
Su presencia en el ámbito policial y judicial se vería reforzado además por sus colaboraciones con la publicación de la época Archivos de Psiquiatría, Criminología, Medina Legal y ciencias afines, dirigida por José Ingenieros. En ella publicó entre otros artículos “La criminalidad profesional en Buenos Aires” (1903) y “Profesiones peligrosas” (1910). Su fama de organizador lo llevó a ser requerido por la Policía de Santa Fe para ayudar en la creación de la oficina de identificación de Rosario, su ciudad natal.

## Investigaciones relevantes
Casi veinte años como miembro de la División Investigaciones, catorce de los cuales fue su jefe, llevaron a Rossi a participar en varios de los más resonados casos policiales de su época. Entre ellos, el del asesino serial Cayetano Domingo Grossi en 1898 o el de Conrado Schneider, asesinado y descuartizado por su amigo Miguel Ernst y luego arrojado a los lagos de Palermo en 1915, los atentados anarquistas contra el presidente Manuel Quintana en 1905 o el presidente José Figueroa Alcorta en 1908, y numerosos casos de falsificación de dinero por parte de bandas que se movían entre Brasil, Uruguay, Argentina y Chile.

## Retiro, fallecimiento y homenajes
Luego de su retiro se dedicó los años subsiguientes a la actividad privada, falleciendo el 31 de diciembre de 1911. Diversos medios de la época reflejan la noticia con elogios hacia su labor cuando estuvo al frente de la Comisaría de Investigaciones. Primeramente fue sepultado en el Cementerio de la Recoleta y años después sus restos fueron trasladados al Cementerio de la Chacarita. En 1937 se colocó frente a su bóveda una estatua que lo mostraba de tamaño natural, de pie y leyendo un prontuario. Una réplica de la misma se encuentra en el Museo Policial de la Ciudad de Buenos Aires. La escuela secundaria Nro 3 de la localidad bonaerense de San Antonio de Padua lleva su nombre.  